# Luis Polanco

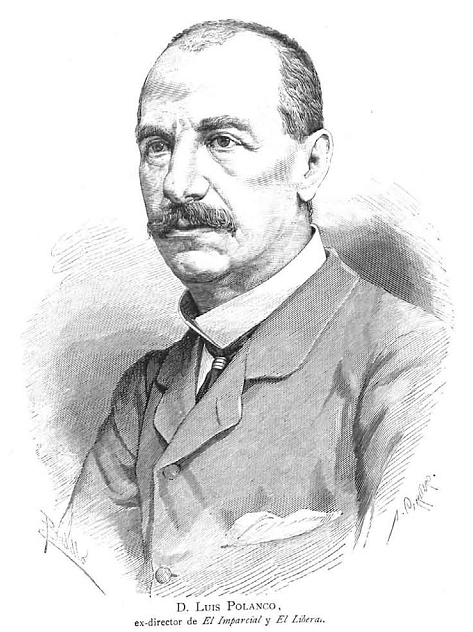
Luis Polanco, en La Ilustración Española y Americana.

Luis Polanco y Díaz Lavandero (Aguilar de Campoo, 1836-Madrid, 25 de junio de 1903) fue un político y periodista español.

## Biografía
Nacido en 1836 en la localidad palentina de Aguilar de Campoo, fue diputado a Cortes —en 1881 y 1886 por el distrito electoral de Cervera de Pisuerga, con el Partido Conservador— y gobernador de varias provincias: hacia 1886 de Toledo. Como periodista dirigió los diarios El Popular, El Imparcial, El Liberal o La Unión Castellana. Falleció el 25 de junio de 1903, en la capital, Madrid.